# عنصل عديم الأوراق
العنصل عديم الأوراق أو الباصول (باللاتينية: Drimia aphylla) نوع نباتي ينتمي إلى جنس العنصل من الفصيلة الهليونية. كان يعرف سابقًا باسم (باللاتينية: Urginea aphylla).

## الموئل والانتشار
ينمو في المشرق العربي وسيناء وتركيا.